# Go FM
Go FM fue una estación radial chilena ubicada en La Serena. La señal pertenece a Flavio Angelini Macrobio, dueño de Regional Media Group, y que arrendaba la frecuencia a la red satelital de Radio Carolina.

## Historia
La frecuencia 93.5 era utilizada desde 1990 por la filial local de Radio Carolina, tuvo sus estudios en el 4° piso de un edificio de calle Balmaceda, después en calle Brasil, pasando por unos años en la población Antena, sector La Florida, finalizando sus últimos años en una oficina de Mall Plaza La Serena. El 28 de junio de 2008 finalizaron las transmisiones de Carolina versión local, y posteriormente serían ocupadas por Go FM, que presentaba música enfocada hacia el segmento adulto joven, junto con boletines informativos horarios. La señal nacional de Radio Carolina se trasladó al 107.3 MHz. 
En el año 2010, Empresas Madero hizo un acuerdo con Regional Media Group, y al poco tiempo se instalaron equipos técnicos para mejorar la calidad de sonido en su frecuencia. No obstante, Go FM se convirtió por unos meses a simplemente "93.5". El 20 de diciembre de 2010 la frecuencia pasó a llamarse Madero FM, formando parte de una red de emisoras del norte de Chile con cobertura en las regiones de Antofagasta y Atacama, conservando los cimientos y dando espacio a las noticias, programas de conversación y música.

## Antiguas frecuencias
- 93.5 MHz (La Serena/Coquimbo); hoy Madero FM.